# Hiro Matsushita

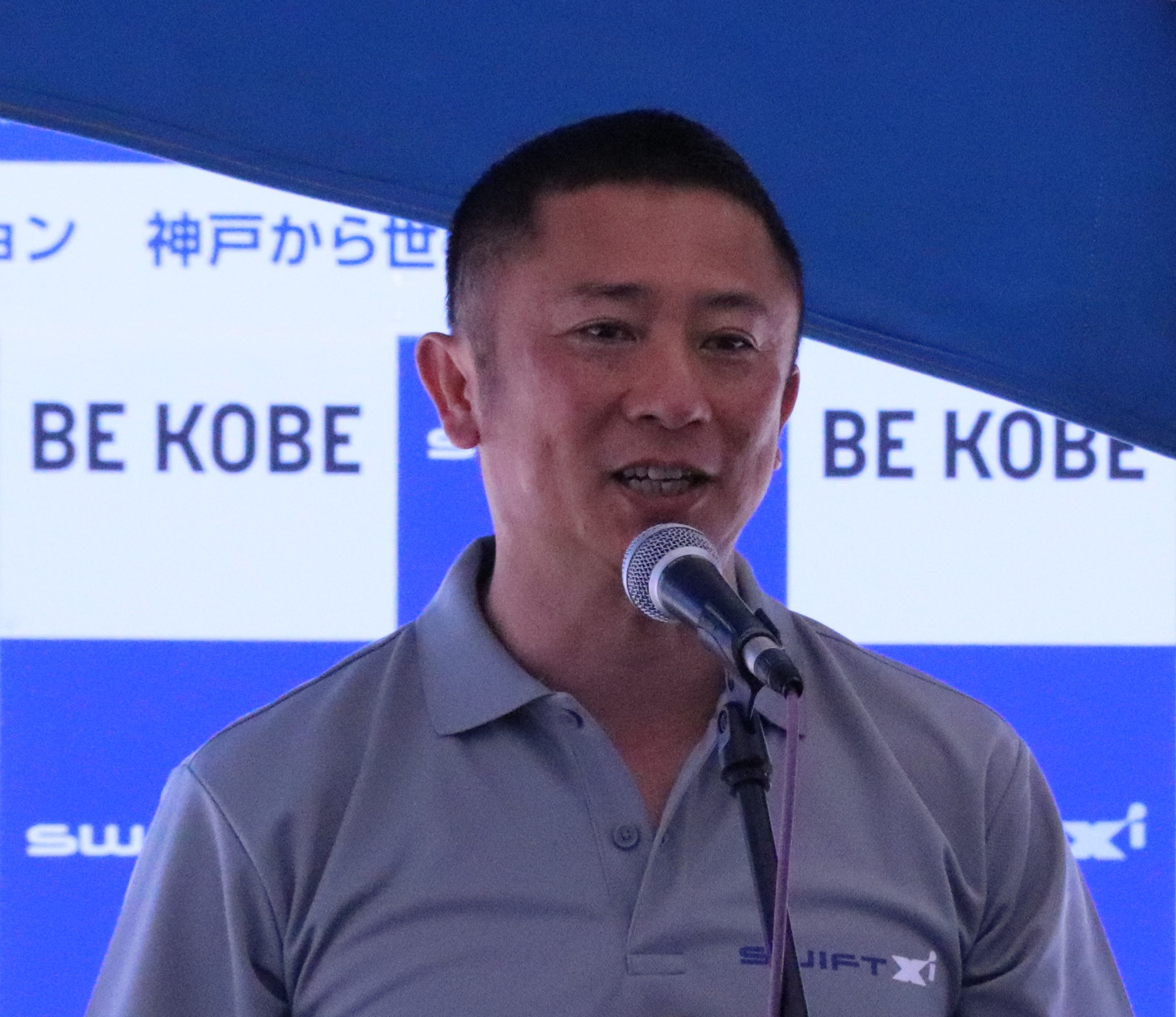
Hiro Matsushita (2018)

Hiro Matsushita (japanisch ヒロ 松下, Hiro Matsushita; * 14. März 1961 in Nishinomiya, Hyōgo) ist ein ehemaliger japanischer Automobilrennfahrer und Chief Executive Officer (daihyō-torishimariyaku-shachō) des US-amerikanischen Unternehmens Swift Engineering. Er gewann 1989 als erster und einziger japanischer Fahrer die Toyota Atlantic Championship (Pazifik). Er ist auch der erste japanische Fahrer, der Rennen beim Indianapolis 500 fuhr. Er ist der Enkel von Konosuke Matsushita, dem Gründer von Panasonic.

## Rennfahrerkarriere

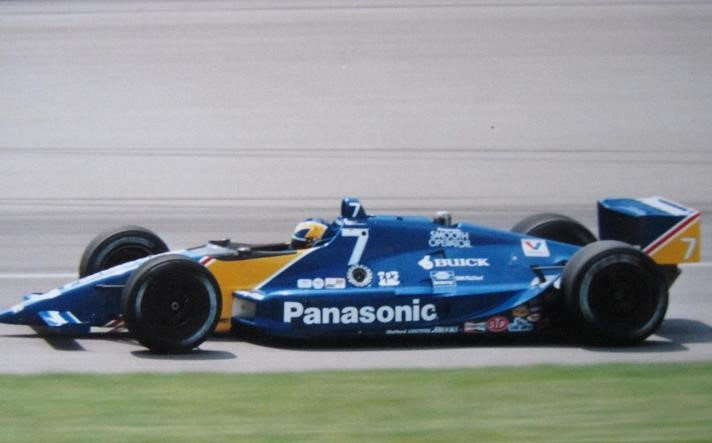
Hiro Matsushita im Jahr 1989

Matsushita fuhr zwischen 1977 und 1979 Motorradrennen in seiner Heimat, bevor er auf vier Räder umstieg. Unterstützt von Panasonic, zog er in die USA und nahm 1986 an seinem ersten Formel-Ford-Rennen teil. 1988 wurde er Zweiter bei den 24 Stunden von Daytona und Dritter bei den 12 Stunden von Sebring. Matsushita machte sich einen Namen mit dem Gewinn der Toyota Atlantic Championship (Pazifik) 1989 mit der höchsten Punktmarge aller Zeiten. Er fuhr in der Indy Car World Series im Jahr 1990 und erzielte einen Punkt in seiner Debütsaison. Unerklärlicherweise zeigte er nie das Tempo, das zu vier atlantischen Siegen führte; stattdessen erlangte er schnell den Ruf, ganz hinten in der Startaufstellung zu stehen, und wurde von seinen Teamkollegen immer übertroffen. Er war jedoch im Jahr 1991 der erste japanische Fahrer, der im Indianapolis 500 (Indy 500) antrat. Es folgte ein Top-Ten-Ergebnis auf der Milwaukee Mile. Matsushita verpasste 1992 die Indy 500 nach einem Beinbruch während eines Trainingsunfalls. Er war mehrere Wochen aus dem Spiel und verpasste auch die nächsten sechs Rennen.
In der Indy-Car-Serie (später Champ Car) gab Matsushita sein GP-Debüt in Long Beach mit Dick Simon Racing. Er belegte den 19. Platz. Es war das erste von 117 Rennen, die er bis 1998 für Dick Simon Racing, Walker Racing, Arciero-Wells und Payton/Coyne bestritt. Er zog sich 1998 vom Einsitzer-Rennen zurück, nachdem er auf der Etappe in Rio de Janeiro den 15. Platz belegt hatte. Nach der Teilnahme am Baja-1000-Langstreckenrennen mit einem Mitsubishi Montero beendete er seine Motorsportkarriere.

## Weiteres Leben
1991 kaufte Matsushita Swift Engineering, ein in Kalifornien ansässiges Unternehmen für Raumfahrzeugtechnik. Er wohnt in San Clemente, Kalifornien.

## Statistik

### Le-Mans-Ergebnisse
| Jahr | Team     | Fahrzeug   | Teamkollege | Teamkollege    | Platzierung | Ausfallgrund |
| ---- | -------- | ---------- | ----------- | -------------- | ----------- | ------------ |
| 1999 | Team Goh | BMW V12 LM | Hiroki Katō | Akihiko Nakaya | Ausfall     | Defekt       |

### Sebring-Ergebnisse
| Jahr | Team        | Fahrzeug  | Teamkollege | Teamkollege | Platzierung | Ausfallgrund    |
| ---- | ----------- | --------- | ----------- | ----------- | ----------- | --------------- |
| 1988 | Jim Downing | Argo JM19 | Howard Katz | Jim Downing | Ausfall     | Motor überhitzt |